# La Graufesenque

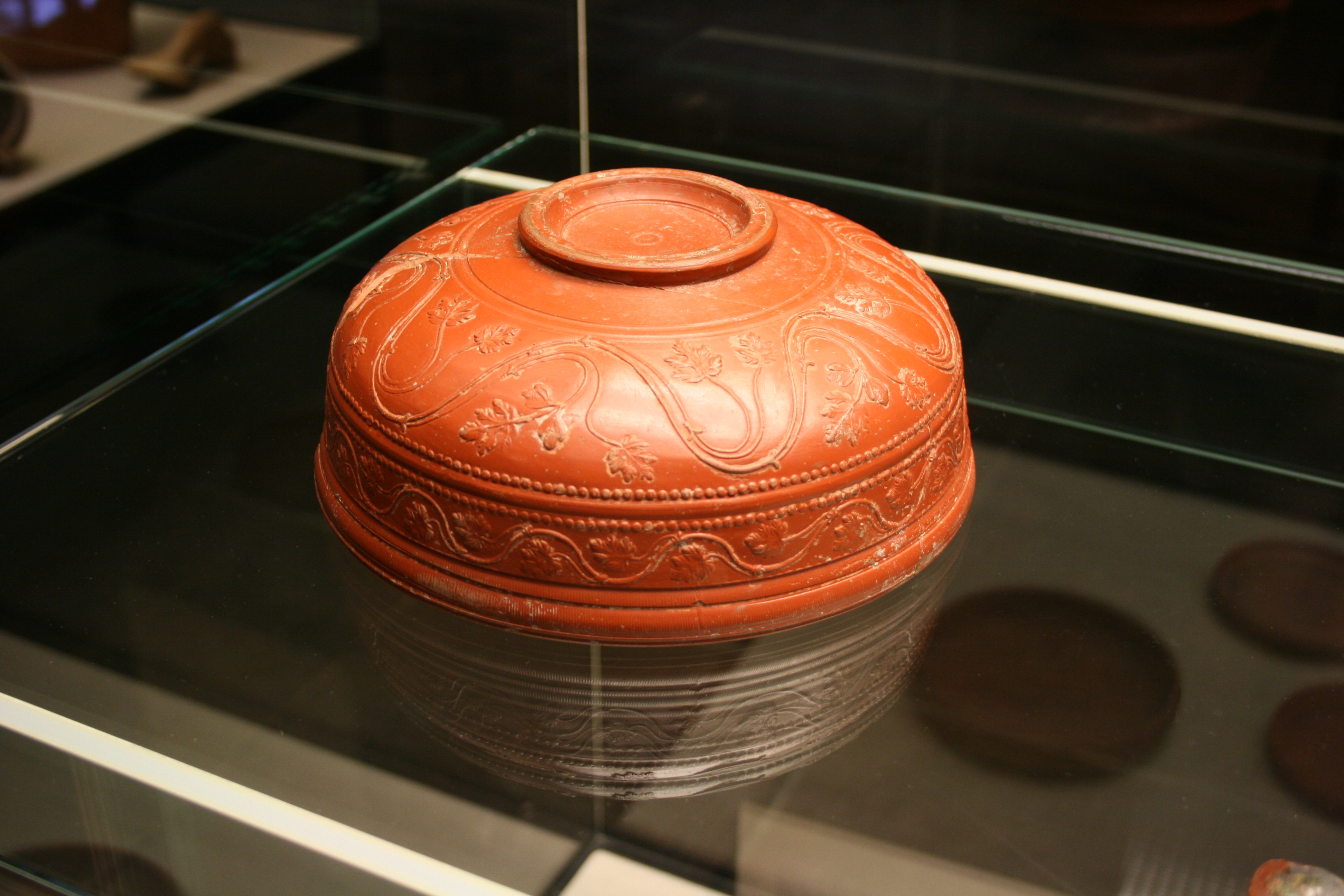
Sigillata-Bilderschüssel aus La Graufesenque im Museum Römerhalle in Bad Kreuznach

La Graufesenque (lateinisch Condatomagus) ist ein Weiler im östlichen Gemeindegebiet von Millau im französischen Département Aveyron. Der Ort liegt an der Mündung der Dourbie in den oberen Tarn und hat eine lange Geschichte aus römischer Zeit als Produktionsort einer römischen Keramikware (Südgallische Terra Sigillata). Der lateinische Ortsname ist aus der Tabula Peutingeriana überliefert. Die Keramikmanufaktur besaß eine überregionale Bedeutung im 1. Jahrhundert n. Chr., als ihre Erzeugnisse in weite Teile des westlichen römischen Reiches exportiert wurden.

## Geschichte der Terra Sigillata-Produktion
Während die vorwiegend in Arezzo hergestellte italische Terra Sigillata die Märkte bis in das frühe erste Jahrhundert n. Chr. dominierte, etablierten sich ab 15 v. Chr. Töpfereien zunächst in Lyon (Lugdunum) und Montans am Tarn bei Toulouse. Vorteile der gallischen Töpfereien waren große Rohstoffvorkommen und kürzere Transportwege zum Käufer. Daneben stellten sie einige spezifische Gefäßformen her, die in italischer Sigillata nicht vorkommen, mit denen sie wahrscheinlich den speziellen Kundengeschmack in der Provinz bedienten (unter anderem die Formen Dragendorff 29 und 30).
Die Produktion in La Graufesenque setzte im zweiten Viertel des 1. Jahrhunderts v. Chr. ein. Im Verlauf des 1. Jahrhunderts erlangte die Manufaktur eine marktbeherrschende Stellung in den Nordwestprovinzen und drängte die anderen Standorte, besonders die italischen Töpfereien, weitgehend zurück. Selbst in Italien wurde nun Ware aus Südgallien importiert. Nach Frédéric Hermet werden vier größere Produktionsabschnitte unterschieden:
- période primitive: Regierungszeit des Kaisers Tiberius (14–37 n. Chr.)
- période splendeur: Regierung der Kaiser Claudius und Nero (41–68 n. Chr.)
- période transition: vespasianische Zeit (69–79 n. Chr.)
- période décadence: (Domitian bis Trajan, 81–117 n. Chr.)

In der späteren Zeit führte die Massenproduktion zu einer schlechteren Ausformung der Verzierung. Die nun sicherlich günstigere Produktion konnte aber nicht gegen die großen mittelgallischen Töpferzentren mithalten. In trajanischer Zeit verschwanden die Produkte aus La Graufesenque im Fundmaterial der großen Absatzmärkte an den Truppenstandorten am Rhein. Die Töpferei sank zu lokaler Bedeutung herab.

## Bauten und Funde
Die Funde der Ausgrabungen geben Einblick in den Arbeitsablauf antiker Großbetriebe. Hier sind besonders die Ritzinschriften auf Fehlbränden zu nennen. Sie zeigen, dass die Öfen genossenschaftlich von mehreren Unternehmern befüllt wurden und im Durchschnitt bis zu 30.000 Gefäße enthielten. Einer dieser Öfen erhielt den bezeichnenden Namen grand four und kann im Freigelände des örtlichen Museums besichtigt werden. Wie in den meisten Produktionsorten von Terra Sigillata, etwa Rheinzabern (Tabernae) sind die Funde von Fehlbränden, Formschüsseln und Punzenstempeln sehr zahlreich.
Bei Grabungen zwischen 1973 und 1981 konnten drei verschiedene Teile des vicus erfasst werden: Die Töpfereibetriebe, die Wohnquartiere und verschiedene Heiligtümer aus dem 1. bis 3. Jahrhundert n. Chr. Das Grabungsgelände kann zusammen mit einer kleinen Ausstellung besichtigt werden. Die größere Zahl der Funde wird im Museum von Millau an der place Foch ausgestellt.

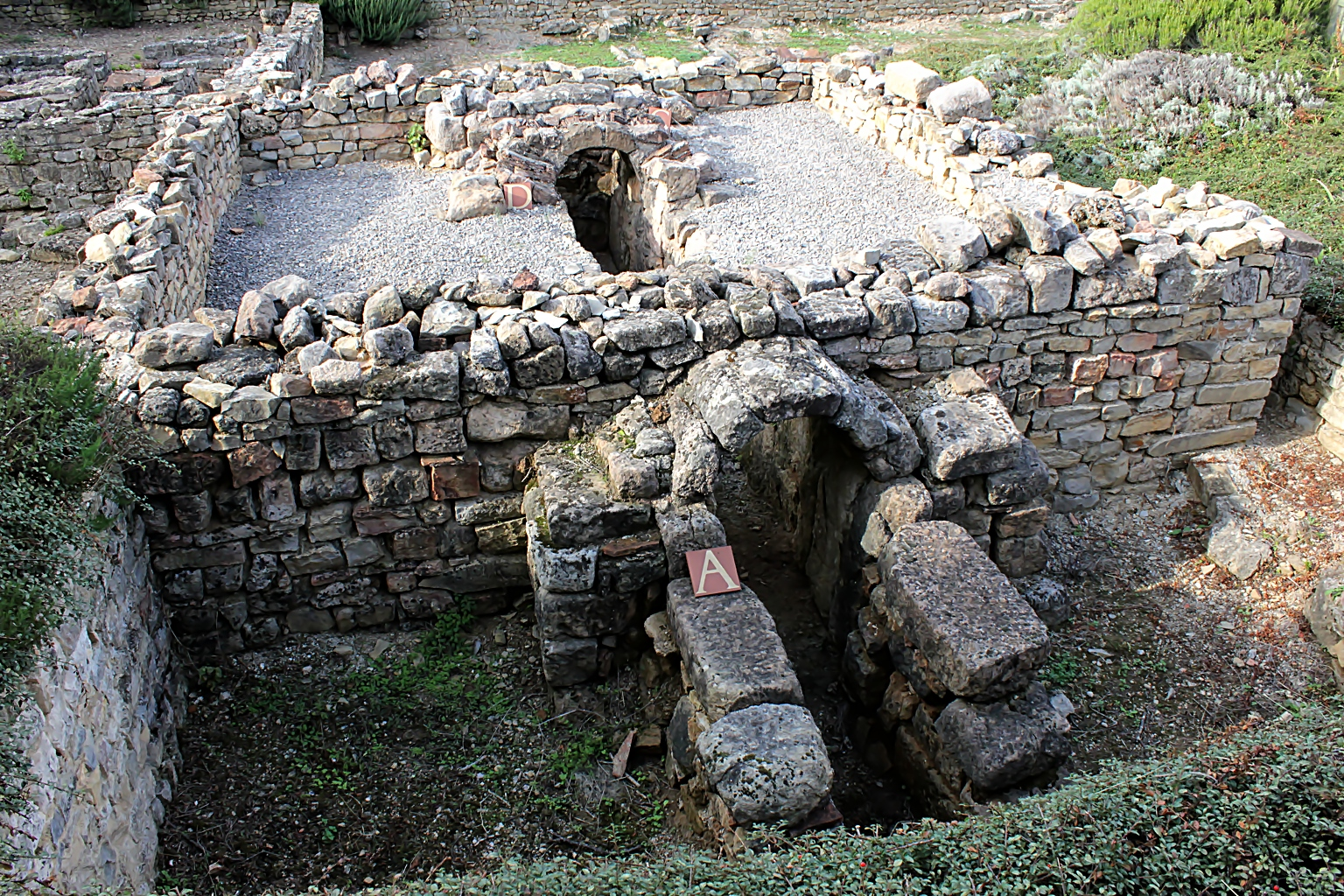
Ofengrundriss des grand four
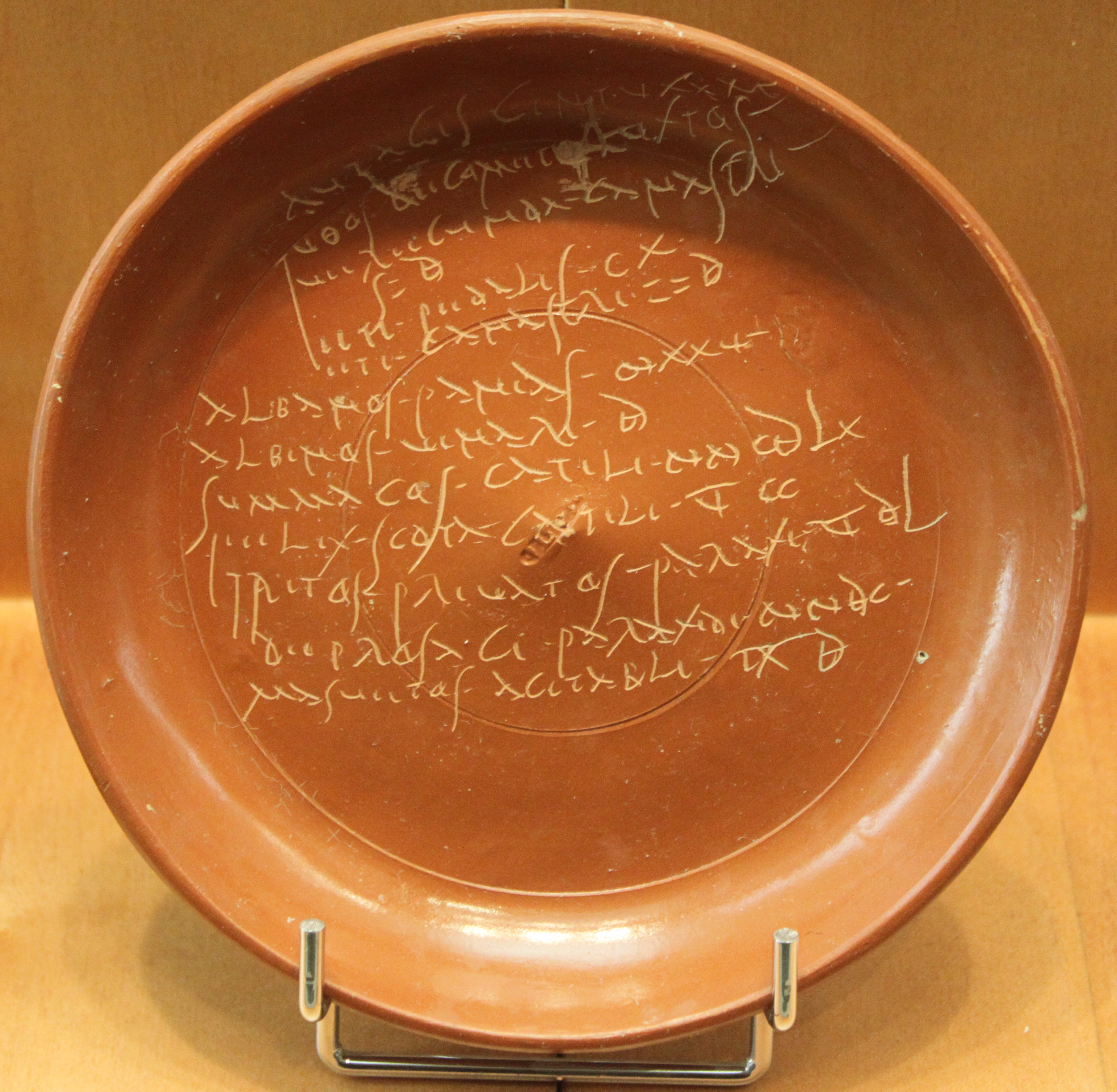
Abrechnung der Töpfer über die Füllung eines Ofens.
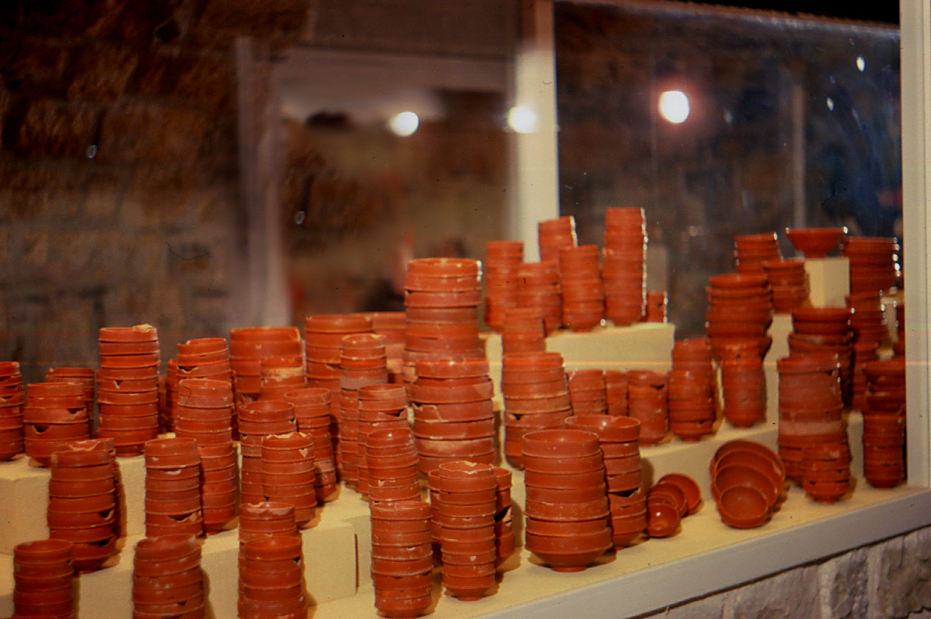
Zu „Würsten“ zusammengeklebte Fehlbrände im Museum von Millau